# The Starstruck Duck
The Starstruck Duck är en ofullbordad reklamserie som gjordes av Don Rosa på uppdrag av Walt Disney Company för MGM Studios-parken i Disney World. Den blev inte mer än en berättelse och skisser.

## Handling
Kalle och Knattarna är på väg till Disney-MGM Studios, den tredje temaparken i Disney World. Kalle köper ett autografblock, och försöker få tag på världens största filmstjärnas, Musse Piggs, autograf. Eftersom Musse inte befinner sig i den offentliga delen av parken så smyger Kalle runt för att hitta honom, men hamnar som vanligt i trubbel.

## Medverkande figurer
- Kalle Anka
- Knattarna
- Musse Pigg
- Långben

## Publicering
- Hall of Fame 5: Don Rosa - bok 2

## Produktion
Serien blev aldrig tuschad. Don Rosa skrev och skissade, och skickade in till sitt förlag. Förlaget lämnade den vidare till Disney, som refuserade, på grund av att den var "alltför kommersiell", trots att Disney själva hade beställt den som reklam för öppnandet av parken Disney-MGM Studios.